# Daratumumab
Daratumumab es un anticuerpo monoclonal humano que se emplea como tratamiento para el mieloma múltiple. Se vende con el nombre comercial de Darzalex.

## Indicaciones
Su uso ha sido aprobado por la FDA de Estados Unidos para el tratamiento del mieloma múltiple, se está investigando su potencial beneficio en otros tumores como el linfoma de Hodgkin.

## Mecanismo de acción
Posee una gran afinidad contra el antígeno CD38, una proteína de superficie que esta sobreexpresada en la mayor parte de las células del mieloma múltiple, provocando tras su unión con dicho antígeno la muerte de las células tumorales.

## Administración
Se emplea por vía intravenosa.

## Efectos secundarios
Algunos de los efectos secundarios descritos son: Náuseas, dolor lumbar, fiebre, tos, infecciones respiratorias y neumonía. Puede provocar la disminución de leucocitos en sangre (leucopenia), así como disminución del número de plaquetas (plaquetopenia) y hematíes.